# Фернандо Ботеро
Фернандо Ботеро (на испански: Fernando Botero Angulo) е колумбийски скулптор и художник. Той е един от най-известните творци в изобразителното изкуство в Латинска Америка. 

## Биография
Фернандо Ботеро е роден на 19 април 1932 г. в Меделин. Роден е в скромно семейство, живеещо в Андите. Той е вторият от тримата синове на Давид Ботеро (1895–1936) и Флора Ангуло (1898–1972). Баща му, пътуващ търговец, обикалящ страната на кон, умира от сърдечен удар, когато Фернандо е на четири години. Майка му работи като шивачка. Важна роля в живота му изиграва неговият чичо. Фернандо живее далече от изкуството, показвано в музеи и други културни институции, и затова в детските си години е повлиян главно от бароковия стил на колониалните църкви и градския пейзаж на Меделин. Започва да рисува на 12 години.
Получава основното си образование в Антиокия Атенео, след което, благодарение на стипендия, продължава средното си образование в йезуитското училище на Боливар. През 1944 г. чичото на Ботеро го изпраща в училище за матадори за две години. През 1948 г., когато Ботеро е на 16 години, неговите илюстрации са публикувани за първи път в неделното приложение на El Colombiano, един от водещите вестници в Меделин. Той използва приходите си, за да плати гимназиалните си разходи в Liceo de Marinilla de Antioquia.
Започва да печели за издръжката си рано като илюстратор и дизайнер. На 16 години участва в художествена изложба в Меделин.
От 1949 до 1950 г. Ботеро работи като сценограф, а през 1951 г. се премества в Богота. Първата му самостоятелна изложба e организирана в галерия Лео Матис в Богота, няколко месеца след пристигането му. През 1952 г. Ботеро пътува с група художници до Барселона, където остава за кратко време, преди да се премести в Мадрид.
В Мадрид Ботеро учи в Академията Сан Фернандо. През 1952 г. се завръща в Богота, където отново има самостоятелна изложба в галерия Лео Матис.
През 1953 г. Ботеро се премества в Париж, където прекарва по-голямата част от времето си в Лувъра, изучавайки съхраняваните там произведения на изкуството. През 1953–1954 г. живее във Флоренция, Италия, изучавайки творбите на ренесансовите майстори. През 1958 г. Ботеро става лауреат на деветия Салон на колумбийските художници (на испански: Salón de Artistas Colombianos). През последните десетилетия той живее през по-голямата част от времето в Париж, но прекарва един месец в годината в родния си Меделин.
През 2005 г. Ботеро привлича общественото внимание със серията си за затвора в Абу Граиб. Серията е свързана със съобщенията за мъченията в затвора по време на Иракската война. Ботеро създава повече от 85 картини и 1000 рисунки.
Умира на 15 септември 2023 г. в Монако от пневмония.

## Галерия

### Скулптури
- Изложба в Берлин, Германия
- „Римски войник“, 1985 – 1986, Център на изкуствата Кафесджан, Ереван, Армения
- „Жена, пушеща цигара“, 1987, Център на изкуствата Кафесджан, Ереван, Армения
- „Котката“, 1998, Център на изкуствата Кафесджан, Ереван, Армения
- „Майчинство“, 1989, Овиедо, Испания
- „Ръката“, Мадрид, Испания
- „Отвличането на Европа“, 1992, Мадрид, Испания
- „Жена с огледало“, 1987, Мадрид, Испания
- „Броудгейтска Венера“, 1989, Лондон
- Котка, 1990, Барселона, Испания
- „Птица“, 1990, срещу UOB Plaza, Сингапур
- „Мъж на кон“, 1992, Йерусалим, Израел
- Адам и Ева, край Кулата Крокфордс в комплекс Сентоса, Сингапур
- Скулптури на Фернандо Ботеро в Гослар, Германия
- Скулптура на Фернандо Ботеро срещу Музея на модерното изкуство във Вадуц, Лихтенщайн